# Славгородский округ
Славгородский округ — административно-территориальная единица Сибирского края, существовавшая в 1925—1930 годах.
Славгородский округ был образован 9 декабря 1925 года из Славгородского и части Татарского уездов Омской губернии. Центром округа был назначен город Славгород. Округ был разделён на 12 районов:
- Андреевский район. Центр — село Андреевка
- Благовещенский район. Центр — село Благовещенка
- Волчихинский район. Центр — село Волчиха
- Знаменский район. Центр — село Знаменка
- Карасукский район. Центр — село Карасук
- Ключевский район. Центр — село Ключи
- Михайловский район. Центр — село Михайловское
- Ново-Алексеевский район. Центр — село Ново-Песчаное[1]
- Родинский район. Центр — село Родино
- Славгородский район. Центр — город Славгород
- Хабарский район. Центр — село Хабары
- Чёрно-Курьинский район. Центр — село Чёрно-Курья[2]

6 апреля 1927 образован Немецкий национальный район с центром в селе Гальбштадт.
30 июля 1930 Славгородский округ, как и большинство остальных округов СССР, был упразднён. Его районы отошли в прямое подчинение Западно-Сибирского края.
Население округа в 1926 году составляло 433,5 тыс. человек. Из них украинцы — 46,8 %; русские — 40,4 %; немцы — 7,3 %; казахи — 2,2 %; белорусы — 1,9 %.